# 高藤鉄雄
高藤 鉄雄（たかとう てつお、1935年5月25日 - 2007年6月30日 ）は、日本の経営者。

## 来歴・人物
静岡県出身。1954年に慶應義塾大学法学部を卒業し、同年に三共に入社。1978年6月に取締役に就任し、常務、専務を経て、1997年6月に副社長に就任し、2000年6月に社長に昇格した。2003年6月に会長を経て、2005年6月には相談役に退いた。
2007年6月30日肺炎のために死去。72歳没。